# Scotogramma simillima
Scotogramma simillima là một loài bướm đêm trong họ Noctuidae.